# 신이 되기는 어렵다
신이 되기는 어렵다(Trudno Byt Bogom, Hard To Be A God)는 러시아 연방에서 제작된 알렉세이 게르만 감독의 2013년 SF 영화이다. 레오니드 야르몰닉 등이 주연으로 출연하였다.

## 출연

### 주연
- 레오니드 야르몰닉

### 조연
- 예브게니 거차코프
- 유리 트리로

## 제작진
- 미술: 조지 크로파초브